# Zâmbreasca
Zâmbreasca es una comuna ubicada en el distrito de Teleorman, Rumania.

## Superficie
Posee una superficie de 30,08 kilómetros cuadrados.

## Demografía
Hasta 2021 la población era de 1192 habitantes, con una densidad de población de 39,63 habitantes por kilómetro cuadrado.